# Aleksandyr Nikołow (siatkarz)
Aleksandyr Władimirow Nikołow, bułg. Александър Владимиров Николов (ur. 30 listopada 2003 w Tours) – bułgarski siatkarz, grający na pozycji przyjmującego, reprezentant kraju.
Urodził się we Francji w Tours, gdyż wtedy w tym mieście grał w drużynie Tours VB jego ojciec.
Jest synem Władimira Nikołowa, jednego z najbardziej utytułowanych reprezentantów Bułgarii, i Mai. Ma 2 młodszych braci: Simeona (również siatkarza) i Filipa.
29 listopada 2018 roku w 1/16 finału  Pucharu Challenge odbył się rodzinny mecz ojca z synem w barwach Lewski Sofia przeciwko Perungan Pojat, gdyż 2 atakujących było kontuzjowanych w zespole z Sofii.
4 czerwca 2024 roku miał operację przepukliny dysku w kręgosłupie.

## Sukcesy klubowe
Liga uniwersytecka Big West Conference:
- 2022

Liga uniwersytecka NCAA:
- 2022

Liga włoska:
- 2023[7], 2025[8]

Puchar Włoch:
- 2025[9]

Puchar Challenge:
- 2025[10]

## Sukcesy reprezentacyjne
Mistrzostwa Europy U-17:
- 2019

Mistrzostwa Świata Kadetów:
- 2021

Mistrzostwa Europy Juniorów:
- 2022[11]

Mistrzostwa Świata Juniorów:
- 2023[12]

## Nagrody indywidualne
- 2021: Najlepszy przyjmujący Mistrzostw Świata Kadetów[13]
- 2022: Najlepszy przyjmujący Mistrzostw Europy Juniorów[14]